# PSR J1544+4937
PSR J1544+4937 — двойная звезда в созвездии Волопаса на расстоянии приблизительно 11415 световых лет (около 3500 парсек) от Солнца. Возраст звезды определён как около 11,65 млрд лет.
Объект околопланетной массы PSR J1544+4937 b открыт группой астрономов в 2013 году.

## Характеристики
Первый компонент — пульсар, нейтронная звезда спектрального класса pec(PSR). Масса — около 1,7 солнечной, светимость — около 3,1 солнечных. Эффективная температура — около 4300 K.
Второй компонент (PSR J1544+4937 b) — коричневый карлик. Масса — около 20,53 юпитерианского (0,0196 солнечной). Орбитальный период — около 0,12077 суток (2,8985 часа). Удалён в среднем на 0,00537 а.е..